# راه رفتن روی انگشت پا
راه رفتن روی انگشت پا به شرایطی گفته می‌شود که فرد روی انگشت پایش بدون انداختن وزن خود روی پاشنه یا دیگر بخش‌های پایش راه می‌رود. این شرایط میان کودکان نوپا معمول است و معمولاً بعد از بزرگتر شدن حل می‌شود اما اگر این موضوع ادامه پیدا کرد باید به پزشک مراجعه شود.
راه رفتن روی انگشت پا انواع مختلفی دارد انواعی که از روی عادت این کار را می‌کند علت ناشناخته دارند. دلایل دیگر شامل کوتاه بودن تاندون آشیل، ضعف عضلانی (مخصوصا اگر با فلج مغزی همراه باشد)  و بیماری‌های فلج عضلانی مانند دیستروفی ماهیچه‌ای دوشن هستند. راه رفتن روی انگشت پا از نشانه‌های اولیه درخودماندگی نیز محسوب می‌شود.